# Bogdan Suchodolski
Bogdan Suchodolski (Sosnowiec, 27 dicembre 1903 – Distretto di Piaseczno, 2 ottobre 1992) è stato un pedagogista e filosofo polacco di orientamento marxista.

## Biografia

### Giovinezza

#### I primi studi
Nella sua età più giovanile Bogdan Suchodolski si distinse più o meno come altri studenti nei suoi primi anni di studio. Tuttavia fu costretto prima ad abbandonare il suo paesino natio per Sosnowiec e poi ad abbandonare Sosnowiec. La città, infatti, stava subendo in quegli anni un tardo sviluppo (ricevette, infatti la nomina a centro cittadino solo nel 1902 e non divenne molto importante a livello nazionale tanto per l'istruzione quanto invece per l'industria e le sue miniere di zinco).
Così si trasferì a Cracovia per compiere gli studi da cui passò a Varsavia, dove frequentò la prestigiosa università della città ed ottenne, giovanissimo, la laurea di pedagogia nel 1925.

#### I viaggi in Europa
Dopo essersi laureato visita l'Europa per completare i suoi studi, per i quali sembrava particolarmente dotato. Giunge a Parigi ma decide poi di stabilirsi a Berlino fino al 1928. Qua farà le sue prime conoscenze con grandi sociologi del suo tempo, che lo aiuteranno a maturare il suo pensiero e ad affinare le sue tecniche di insegnamento della pedagogia.
Infatti, a partire dal 1932, riesce ad ottenere cattedre di prestigiose università sparse per tutta l'europa.

### Carriera come docente

#### L'Università di Varsavia
Nel 1938 fu professore all'università di Leopoli città dell'Ucraina, ma che, in quegli anni si trovava in Polonia, dove gli venne assegnata la cattedra di pedagogia.
Tuttavia allo scoppio della guerra, decise di tornare a Varsavia, dove, dal '39 al '44, è docente dell'università in cui aveva studiato da giovane. Il suo pensiero matura notevolmente con l'occupazione nazista che, poco dopo l'invasione della Polonia, fa chiudere tutte le università.
Nonostante le difficoltà ed i continui sotterfugi l'università di Varsavia va avanti all'insaputa degli occupanti.
Il suo pensiero si rivolge ai liberi pensieri umanistici, e, soprattutto ad un pedagogista moravo Comenio, vissuto nei primi decenni del XVII secolo.

#### La carriera dopo il conflitto mondiale
Dopo la seconda guerra mondiale, un più maturo Bogdan, che volge il suo pensiero al marxismo, diviene preside di una scuola media nel 1946, sempre a Varsavia.
Dal 1946 al 1970 divenne professore di Varsavia, sempre insegnando pedagogia, e dal 1958 al 1968 fu direttore dell'Istituto di Pedagogia dell'università della città polacca.
Durante la sua vita si è trasferito per un certo periodo di tempo in Italia, più precisamente a Padova dove ha insegnato per qualche tempo. A lui fu assegnata la cattedra di pedagogia l'8 febbraio 1983.

### La morte
Successivamente in età avanzata fece ritorno in Polonia, dove morì, all'età di quasi 90 anni il 2 ottobre 1992.

## Opere principali
- Wychowanie moralno-społeczne (1936)
- Uspołecznienie kultury (1937)
- Skąd i dokąd idziemy? Przewodnik po zagadnieniach kultury współczesnej (1943/1999)
- Wychowanie dla przyszłości (1947/1968)
- O pedagogikę na miarę naszych czasów (1958)
- Narodziny nowożytnej filozofii człowieka (1963)
- Rozwój nowożytnej filozofii człowieka (1967)
- Trzy pedagogiki (1970)
- Komisja Edukacji Narodowej (1972)
- Problemy wychowania w cywilizacji współczesnej (1974)
- Komeński (1979)
- Kim jest człowiek? (1985)
- Wychowanie mimo wszystko (1990)